# Salman af Saudi-Arabien
Salman bin Abdulaziz Al Saud (arabisk: سلمان بن  عبدالعزيز آل سعود), (født 31. december 1935) er konge af Saudi-Arabien, Varetager af de To Hellige Moskeer og overhoved for Huset Saud. Han har også været forsvarminister siden 2011, og var guvernør for Riyadh provinsen fra 1963 til 2011. Kong Salman besteg tronen den 23. januar 2015 efter Kong Abdullah, hans halvbror, døde.